# Farmàcia Gibert
La Farmàcia Gibert va ser un establiment de Barcelona, actualment desaparegut, el mobiliari i decoració el qual va ser dissenyat el 1879 per l'arquitecte Antoni Gaudí, una de les seves primeres obres en acabar la carrera. Altres treballs seus d'aquesta època foren el projecte de quioscos Girossi, la vitrina per a la guanteria Comella i el mobiliari per a la capella-panteó del Palau de Sobrellano a Comillas (Cantàbria), tots del 1878 (any de la seva graduació), així com la Cooperativa Obrera Mataronesa (1878-1882), de la que només se'n va construir una nau, i les obres per a la Congregació de Jesús-Maria a Barcelona i Tarragona (1879-1882).

## Història
Joan Gibert i Soler (1827-1889) pertanyia a una nissaga de farmacèutics de Torredembarra. L'11 de desembre de 1879 va obrir una farmàcia al carrer de la Canuda, 37 de Barcelona, tal com indica una nota apareguda al diari La Publicidad l'endemà de la inauguració. Tanmateix, altres fonts la situen al passeig de Gràcia, 2 cantonada amb el carrer de Fontanella, a la desapareguda Casa Sicart, que no tenia comerços a la planta baixa.
La decoració va ser encarregada a l'arquitecte Antoni Gaudí, recentment titulat, que va tenir la col·laboració del fuster Eudald Puntí. És possible que el mediador fos el seu mecenes Eusebi Güell, el pare del qual, Joan Güell i Ferrer, era oriünd de Torredembarra. Gaudí va elaborar un projecte de marcat caràcter ornamental, com seria característic en la seva obra posterior, així com amb un fort component simbòlic, relatiu especialment a la simbologia farmacèutica, com ja havia desenvolupat en els fanals de la plaça Reial, decorats amb els atributs del déu Mercuri, en al·lusió al Comerç. L'establiment va tenir una vida molt curta, ja que poc abans de la mort del farmacèutic el 26 de gener del 1889, la decoració (o si més no, les prestatgeries i els taulells) va ser desmuntada i traslladada al carrer de la Mercè.

## Descripció
Gràcies a una fotografia propietat de Josep Francesc Ràfols i Fontanals, deixeble i biògraf de Gaudí, donada per la seva vídua a la Càtedra Gaudí, se'n coneixen alguns detalls: el rètol tenia la inscripció «Farmàcia de Gibert», amb una tipografia habitual de la primera època de l'arquitecte, decorat amb un fris de motius vegetals que recorda l'ornamentació del mobiliari fet per l'arquitecte per a Comillas. La porta tenia dues batents, envidrades, així com dues vitrines laterals amb panells inferiors de decoració incisa en la fusta, també florals i que recorden el pupitre que Gaudí va dissenyar per al seu despatx el 1878. En una de d'elles es veu un pot de porcellana amb la inscripció Aloes succotr.
Als muntants de la porta hi havia uns sòcols de marbre sobre els quals se situaven uns panells de fusta tallats amb els símbols de la Farmàcia, unes serps enrotllades al voltant d'una copa, com a símbol d'Asclepi, déu de la Medicina. En la seva part central, tenen uns medallons de ferro colat que representen, el de l'esquerra, una figura femenina asseguda i, el de la dreta, un cap coronat de llorer, juntament amb la llegenda République française. Paris. Es tracta de les dues cares d'una medalla atorgada en l'Exposició Universal de París de 1878.
A l'interior es veu en primer terme un banc de fusta amb potes inclinades i braços de vellut, amb seient d'encadellat de fusta. El taulell era de marqueteria, decorat amb formes geomètriques. Sobre ell es distingeixen unes balances i uns prestatges amb pots de farmàcia. Del sostre penjava un llum metàl·lic amb globus de cristall.